# Leatherface
Thomas Hewitt přezdívaný „Leatherface“ (v překladu Kožená tvář) je fiktivní filmová postava, která se poprvé objevila v americkém hororovém filmu Texaský masakr motorovou pilou v roce 1974. Následně se objevil v několika dalších pokračování tohoto slasheru, čímž se vedle Freddyho Kruegera, Jasona Voorheese a Michaela Myerse řadí k nejbrutálnějším slasherovým zabijákům všech dob.

## Život
Narodil se znetvořený do rodiny Hewittových, která měla sklony ke kanibalismu. V šesti letech začal pracovat na jatkách, konkrétně stahoval kůže z prasat a opracovával maso. Přišel rok 1969 a jatka se zavíraly a Thomas přišel o práci, stejně jako ostatní obyvatelé v okolí. To se však rodině Hewittovým nelíbilo a přistoupili na radikální řešení. Udělali si svoje jatka doma ve sklepě, kde neopracovávali zvířecí maso, ale maso lidské. Svým obětem stahoval Thomas kůže a využíval je k pokrytí své znetvořené tváře, z čehož vzniklo jeho pojmenování Leatherface - kožená tvář. Až v roce 1973 policie našla na farmě rodiny kolem 33 obětí tohoto čtyřletého masakru.Jeho primární zbraní je téměř v každém z filmů motorová pila.

## Filmy

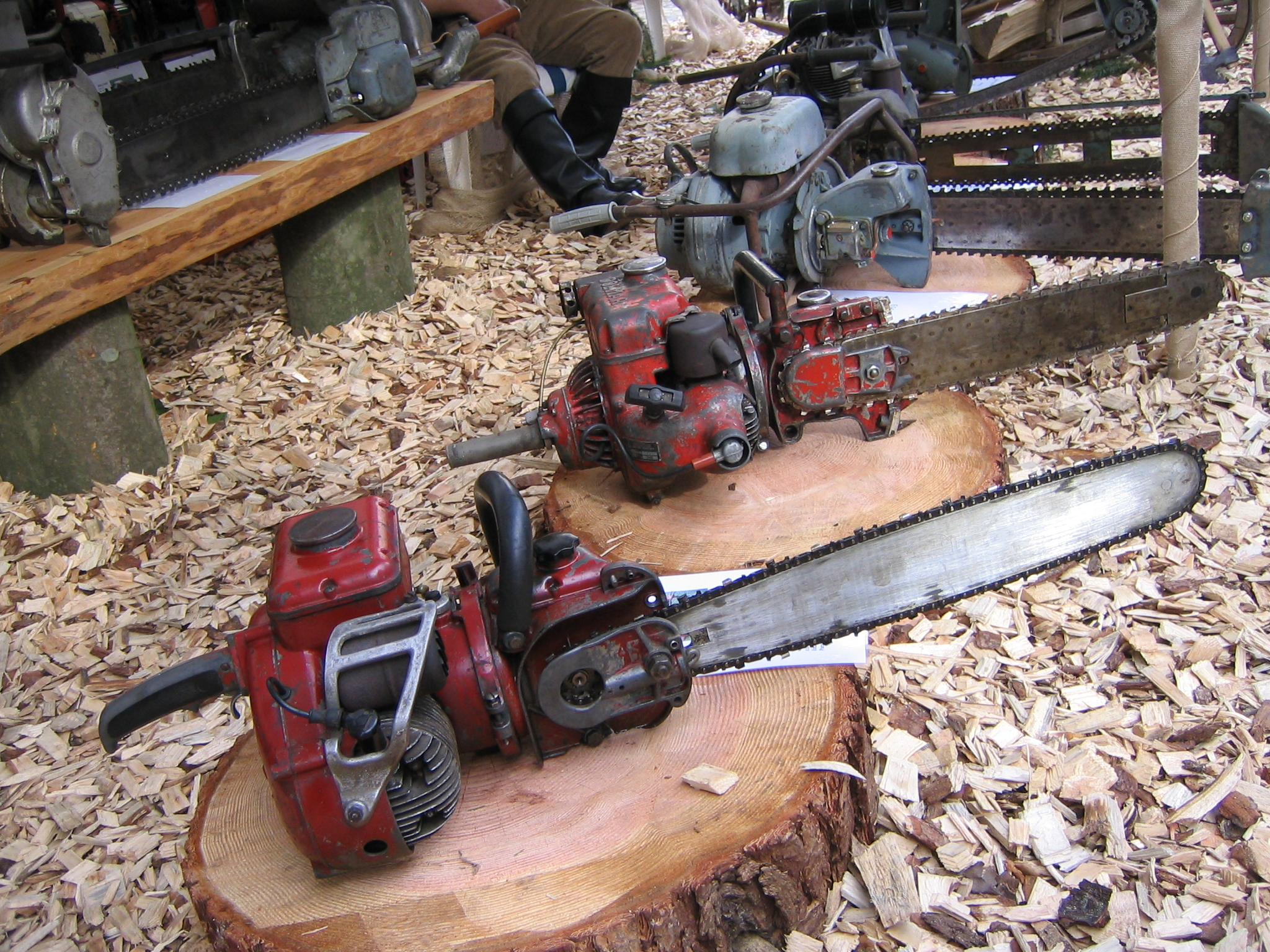
Primární zbraň, kterou Leatherface používal k usmrcení svých obětí.

| Film                                    | Rok  | Herec             |
| --------------------------------------- | ---- | ----------------- |
| Texaský masakr motorovou pilou          | 1974 | Gunnar Hansen     |
| Texaský masakr motorovou pilou 2        | 1986 | Bill Johnson      |
| Kožená tvář                             | 1990 | R.A. Mihailoff    |
| Masakr v Texasu                         | 1994 | Robert L. Jacks   |
| Texaský masakr motorovou pilou          | 2003 | Andrew Bryniarski |
| Texaský masakr motorovou pilou: Počátek | 2006 | Andrew Bryniarski |
| Texaský masaker motorovou pílou 3D      | 2013 |                   |
| Leatherface                             | 2017 |                   |

## Původ
Tvůrci filmu Texaský masakr motorovou pilou se inspirovali světoznámým kanibalem Edem Geinem, který experimentoval se svými oběťmi. Stal se tak inspirací několika režisérů, spisovatelů a dokonce i hudebníků.